# Komórki germinalne
Komórki germinalne, germen – komórki rozrodcze oraz wszystkie komórki zdolne do podziałów mejotycznych w dojrzałym płciowo organizmie wielokomórkowym. 
Są jedną z dwóch kategorii komórek w organizmie wielokomórkowym – drugą są komórki somatyczne (soma).